# Helena Veverková-Winandová
Helena Veverková-Winandová (9. února 1856 Kolín – 22. března 1883 Hamburk) byla česká divadelní herečka, členka souboru Prozatímního divadla v Praze. Po své smrti se stala první Češkou, jejíž ostatky byly zpopelněny.

## Život

### Mládí
Narodila se roku 1856 v Kolíně do rodiny Josefa Jiřího Veverky a Marie, rozené Trmalové. Jejím strýcem byl význačný český staročeský politik Karel Sladkovský.
Herectví studovala u německé herečky Anny Wirsingové-Hauptmannové a také české herečky Otýlie Sklenářové-Malé. Roku 1872 se stala členkou souboru Prozatímního divadla. O jejích výkonech referoval ve svých kritikách také Jan Neruda.
Veverková následně přijala angažmá divadelního ředitele Heinricha Laubeho v jeho vídeňském divadle, kde se uvedla v titulní roli dramatu Antigona. Následně zde pobyla tři roky. Počínaje svým působením ve Vídni hrála již výhradně v němčině. Roku 1878 pak nastoupila do stálého angažmá k režiséru Pollinimu do Hamburku v Německém císařství, který ji obsadil do několika hlavních ženských rolí. Posléze působila u dvorního divadla v Hannoveru, roku 1881 se navrátila do Hamburku. Zde pojala za manžela německého herce Jeana Carla Winanda.

### Úmrtí
Helena Veverková-Winandová zemřela 22. března 1883 při porodu svého prvního dítěte v Hamburku. Pohřbena byla žehem v krematoriu ve městě Gotha.
Způsob pohřbení žehem byl v té době velmi pokrokovým gestem. V Rakousku-Uhersku byl takový způsob pohřbívání na území říše zakázán po celou dobu jeho existence.

## Titulní role (výběr)
- Antigona, Antigona (1875 Vídeň, 1878 Hamburk)
- Ofélie, Hamlet (cca 1880 Hannover)